# Aerenicopsis virgata
Aerenicopsis virgata är en skalbaggsart som först beskrevs av Francis Polkinghorne Pascoe 1878.  Aerenicopsis virgata ingår i släktet Aerenicopsis och familjen långhorningar. Inga underarter finns listade i Catalogue of Life.